# 구로디지털단지역환승센터
구로디지털단지역환승센터는 서울특별시 구로구 구로동에 위치한 시내버스 환승센터이다.

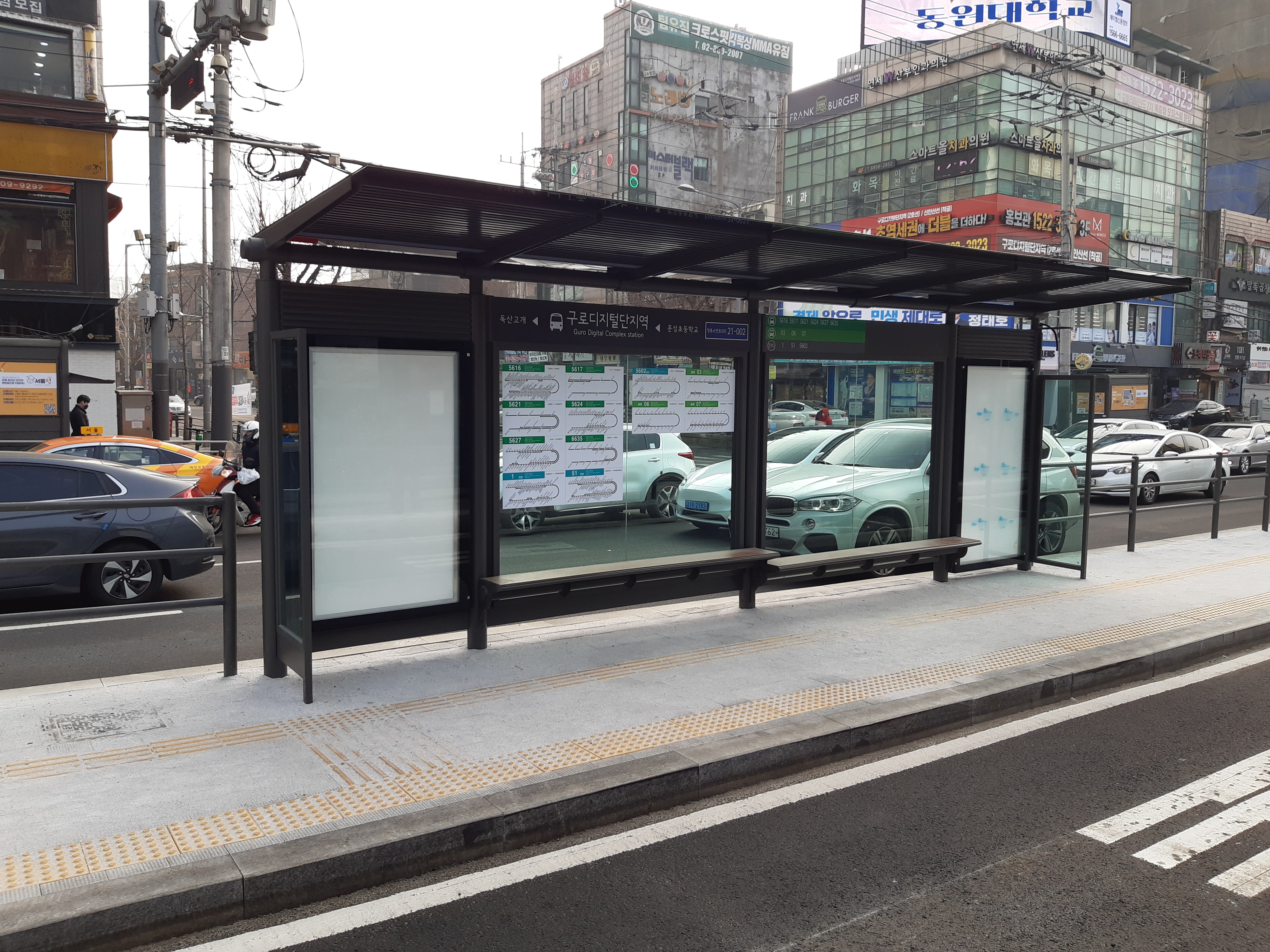
구로디지털단지역환승센터 임시 이전

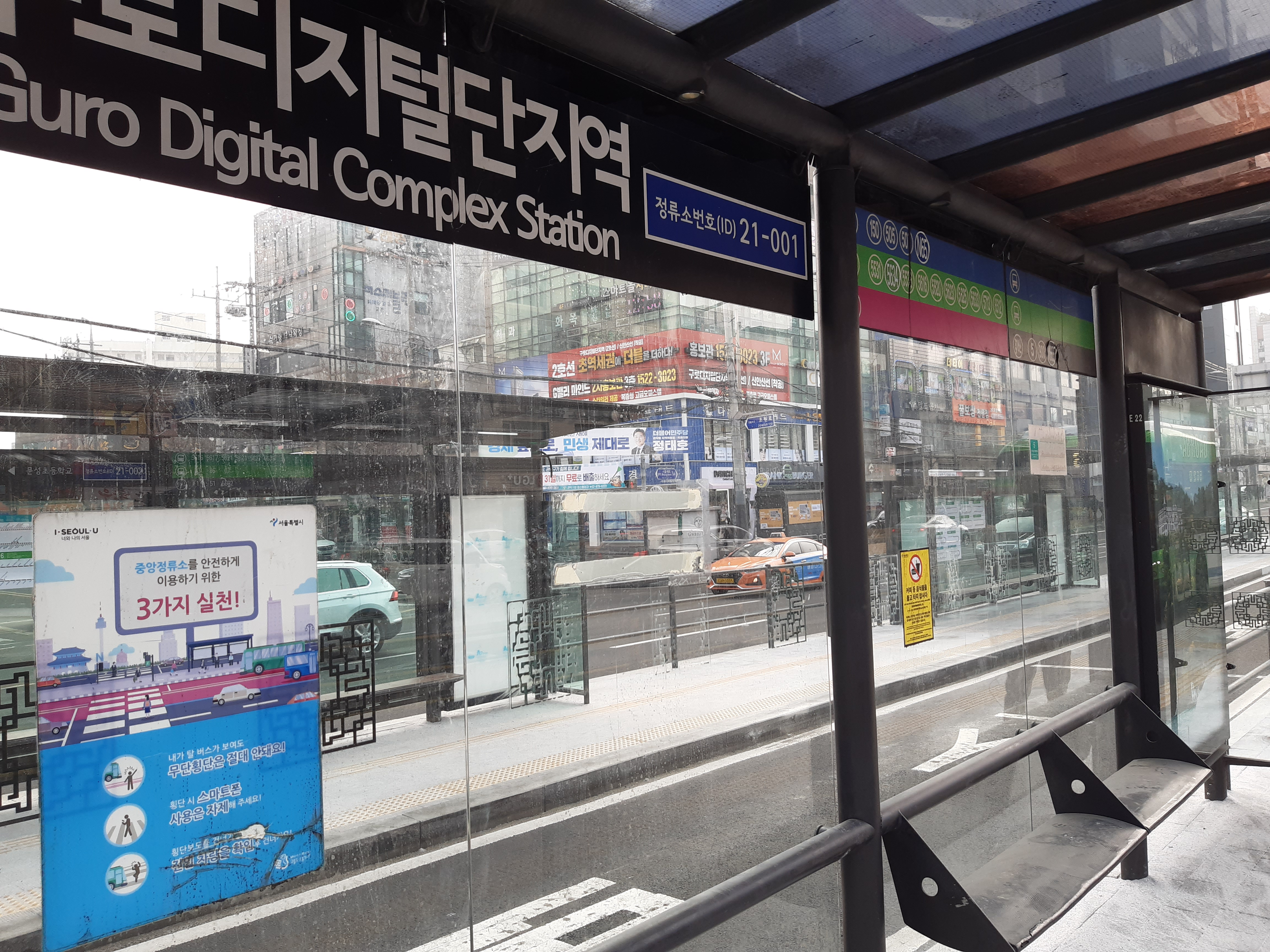
구로디지털단지역환승센터 임시 이전2

## 연혁
- 2005년 12월: 운영 개시[2]
- 2022년 1월 9일: 신안산선 공사로 중앙버스차로쪽 임시 이전

## 승강장

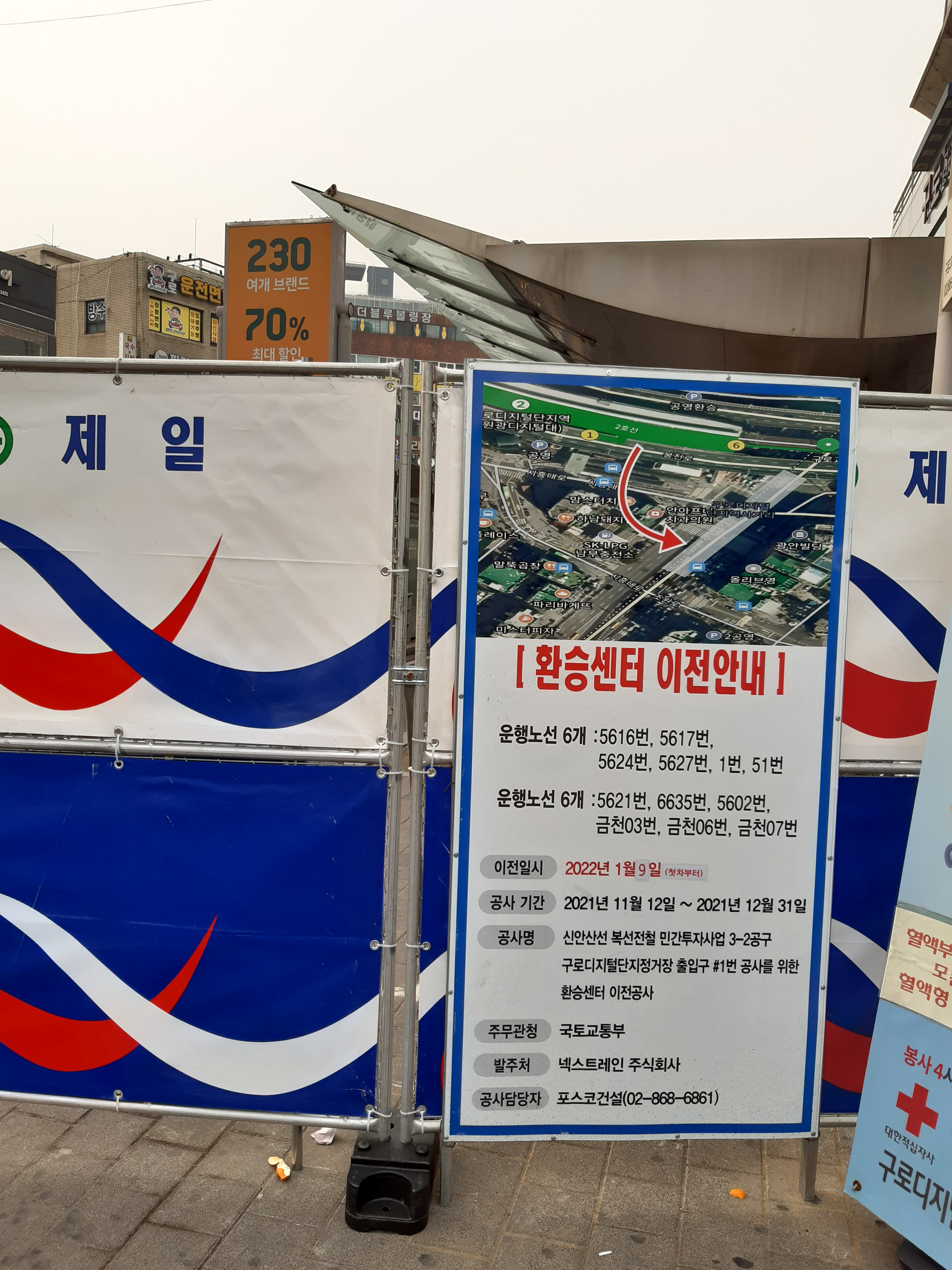
이전안내판

- ● 서울특별시 지선버스 : 5621 시흥동 방면
- ● 서울특별시 지선버스 : 6635 광명공영차고지 방면
- ● 서울특별시 마을버스 : 금천 03 가산디지털단지역 방면
- ● 서울특별시 마을버스 : 금천 06 시흥1동공영주차장 방면
- ● 서울특별시 마을버스 : 금천 07 시흥1동공영주차장 방면
- ● 경기도 도시형버스 : 5602  시흥종합버스터미널방면
- ● 서울특별시 지선버스 : 5616 가산동 방면
- ● 서울특별시 지선버스 : 5617 시흥동 방면
- ● 서울특별시 지선버스 : 5624 부곡버스공영차고지 방면
- ● 서울특별시 지선버스 : 5627 학온동 방면
- ● 경기도 도시형버스 : 1 숲속마을3.5단지 방면
- ● 경기도 도시형버스 : 51 대원아파트 방면

## 같이 보기
- 서울특별시의 시내버스
- 경기도의 시내버스
- ● 서울 지하철 2호선 구로디지털단지역